# Microcerotermes arboreus
Microcerotermes arboreus är en termitart som beskrevs av Emerson 1925. Microcerotermes arboreus ingår i släktet Microcerotermes och familjen Termitidae. Inga underarter finns listade i Catalogue of Life.